# Wyoming Highway 89
Der Wyoming Highway 89 (kurz: WYO 89) ist eine 89,87 km lange State Route im US-Bundesstaat Wyoming, die im Westen des Bundesstaates in den Counties Uinta und Lincoln verläuft. Der Highway besteht aus zwei Teilen, die jeweils an der Grenze zu Utah enden.

## Streckenverlauf

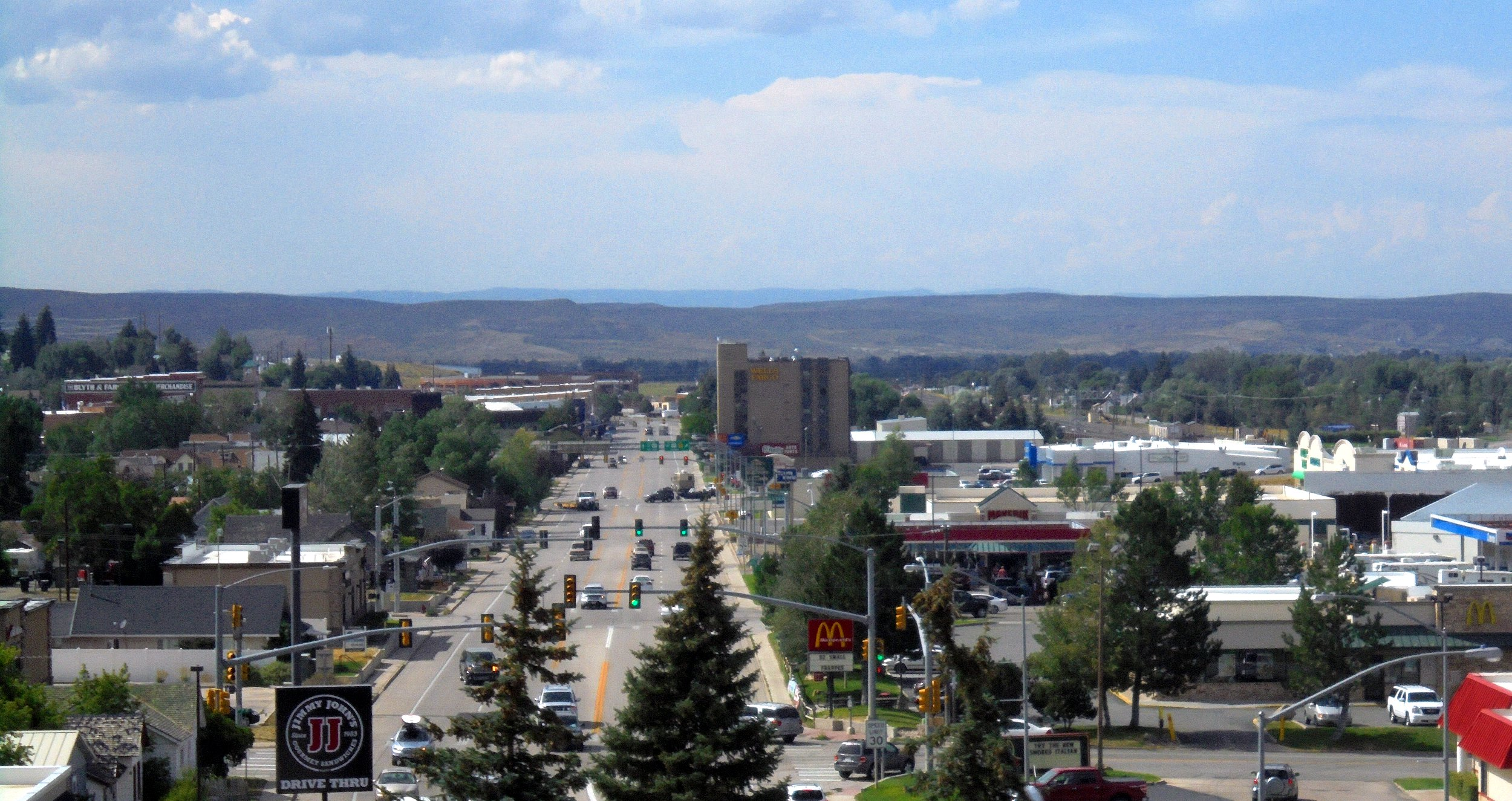
Der hier als Front Street verlaufende Wyoming Highway 89 in der Innenstadt von Evanston

Der Wyoming Highway 89 besteht aus zwei jeweils in Süd-Nord-Richtung verlaufenden Abschnitten, die über die Utah State Routes 16 und 30 miteinander verbunden sind. Der südliche Abschnitt beginnt an der Kreuzung von Interstate 80, U.S. Highway 189 und Wyoming Highway 150 in der Innenstadt von Evanston im Uinta County (Die Straße verläuft südlich der Ausfahrt 5 der Interstate weiter als WYO 150 nach Süden). Von der Kreuzung verläuft der WYO 89 als Front Street durch Evanston, verläuft kurzzeitig zusammen mit Interstate 80-Business und U.S. Highway 189-Business und führt nach Überqueren des Bear Rivers in nördlicher Richtung aus der Stadt hinaus. Der Wyoming Highway 89 verläuft nun in nordwestlicher Richtung durch das Tal des Bear River, passiert die Geisterstadt Almy und erreicht kurz hinter der Siedlung Bear River die Grenze zum Bundesstaat Utah. Die Straße verläuft hinter der Grenze weiter als Utah State Route 16 durch das Rich County über Woodruff und Randolph in nördliche Richtung bis zur Utah State Route 30, die nach Osten wieder die Grenze zu Wyoming erreicht und als WYO 89 in Richtung Sage verläuft. Der nördliche Abschnitt des Wyoming Highway 89, nun im Lincoln County verlaufend, erreicht nach wenigen Kilometern den U.S. Highway 30 und verläuft mit diesem gemeinsam durch das Cokeville Meadows National Wildlife Refuge nach Norden in Richtung Cokeville. In Cokeville (58,11 km) kreuzt der Highway die Wyoming Highways 231 und 232, überquert den Smiths Creek und verläuft weiter bis Border Junction (74,85 km), wo die US 30 nach Westen in Richtung Montpelier, Idaho, abzweigt. Ab der Kreuzung verläuft der WYO 89 durch das Tal des Thomas Fork nach Norden, zunächst wenige hundert Meter östlich, später exakt auf der Grenze zum Bundesstaat Idaho. Mit einem leichten Abknicken der Straße nach Nordwesten endet der Wyoming Highway 89 nach insgesamt 89,87 km, die Straße verläuft weiter als Idaho State Highway 61 zur US 89 in Geneva, Idaho. Neben dem U.S. Highway 212 im Verlauf als Beartooth Highway nordöstlich des Yellowstone-Nationalparks und dem Wyoming Highway 230 in den Snowy Range Mountains ist der Wyoming Highway 89 nur eine von drei offiziellen Straßen in Wyoming, die den Staat zwischenzeitlich verlassen.

## Geschichte
Laut einer ursprünglichen Netzkarte der Wyoming State Highways wurde der Wyoming Highway 89 im Jahr 1924 als Wyoming Highway 65 definiert. Mit der Einführung der U.S. Highways im Jahr 1926 wurde die Route zwischen Cokeville und Star Valley in Highway 89 umbenannt, während der Abschnitt südlich von Sage weiterhin als Highway 65 ausgewiesen war. Dies geschah in der Hoffnung, dass die US 89 nach Norden bis nach Wyoming verlängert würde. Die US 89 wurde jedoch 1936 entlang des alten U.S. Highway 287 verlängert. Der Highway 89 wurde dann als Highway 91 wieder in Betrieb genommen, um Verwechslungen zwischen den beiden Highways zu vermeiden, während der Wyoming Highway 65 seine ursprüngliche Nummer behielt. Allerdings wurde die US 89 innerhalb weniger Jahre auf ihre derzeitige Route in Utah und Idaho umgeleitet und die US 189 entlang des alten Highway 287 angelegt. Infolgedessen wurde die Bezeichnung als Wyoming Highway 89 über den Highway 65 als auch über den Highway 91 bevorzugt.

## Belege
1. 1 2 3 4  AARoads: Wyoming State Route Log: 1 through 99. Abgerufen am 25. März 2024 (amerikanisches Englisch).